# Toianas
Toianas ist ein indonesischer Distrikt (Kecamatan) im Westen der Insel Timor.

## Geographie
| „Dorf“ (Desa) | Verwaltungssitz | Fläche    | Einwohner | Bevölkerungs- dichte |
| ------------- | --------------- | --------- | --------- | -------------------- |
| Oeleu         | Oeleu           | 10,44 km² | 1.189     | 114                  |
| Skinu         | Skinu           | 15,68 km² | 1.994     | 127                  |
| Toianas       | Hauhasi         | 20,14 km² | 2.478     | 123                  |
| Sambet        | Sambet          | 15,23 km² | 1.973     | 130                  |
| Bokong        | Bokong          | 7,35 km²  | 1.218     | 166                  |
| Tuataum       | Tuataum         | 19,20 km² | 1.857     | 96                   |
| Lobus         | Lobus           | 8,42 km²  | 1.027     | 122                  |
| Milli         | Milli           | 3,81 km²  | 884       | 232                  |
| Noeolin       | Noelin          | 3,68 km²  | 578       | 157                  |

Der Distrikt befindet sich im Osten des Regierungsbezirks Südzentraltimor (Timor Tengah Selatan) der Provinz Ost-Nusa-Tenggara (Nusa Tenggara Timur). Im Süden liegt der Distrikt Boking, im Südwesten Santian, im Westen Nord-Amanatun (Amanatun Utara) und im Norden Kokbaun. Im Osten grenzt Toianas an den Regierungsbezirk Malaka mit seinen Distrikten Rinhat, Weliman und Wewiku.
Toianas hat eine Fläche von 103,95 km² und teilt sich in die neun Desa Oeleu, Skinu, Toianas.  Sambet, Bokong, Tuataum, Lobus, Milli und Noeolin. Die Desa unterteilen sich wiederum in insgesamt 30 Dusun (Unterdörfer). Der Verwaltungssitz befindet sich im Dorf Toianas.  Skinu liegt auf einer Meereshöhe von 30 m, während Sambet auf einer Höhe von 553 m. Das tropische Klima teilt sich, wie sonst auch auf Timor, in eine Regen- und eine Trockenzeit. Von August bis Dezember fällt kaum regen, während der Februar der regenreichste Monat ist. 2016 zählte man 76 Regentage und registrierte eine Gesamtniederschlagsmenge von 1304 Millimetern.

## Flora
Im Distrikt finden sich unter anderem Vorkommen von Teak.

## Einwohner
2017 lebten in Toianas 13.198 Einwohner. 6.432 waren Männer, 6.766 Frauen. Die Bevölkerungsdichte lag bei 127 Personen pro Quadratkilometer. Im Distrikt gibt es zehn katholische und 19 protestantische Kirchen und Kapellen.

## Wirtschaft, Infrastruktur und Verkehr
Die meisten Einwohner des Distrikts leben von der Landwirtschaft. Als Haustiere werden Rinder (5.516), Pferde (22), Büffel (35), Schweine (9.404), Ziegen (268) und Hühner (20.274) gehalten. Auf 2.298 Hektar wird Mais angebaut, auf 161 Hektar Maniok, auf zwei Hektar Süßkartoffeln und auf 515 Hektar Mungbohnen. Reis wird im Distrikt nicht kultiviert. Weitere landwirtschaftliche Produkte sind Chili, Avocados, Mangos, Tangerinen, Papayas, Bananen und Brotfrüchte. Von Plantagen kommen Kokosnüsse, Kapuk und Cashewnüsse.
In Toianas gibt es 15 Grundschulen, sechs Mittelschulen und drei weiterführende Schulen. Zur medizinischen Versorgung stehen ein kommunales Gesundheitszentrum (Puskesmas) in Toianas und zwei medizinische Versorgungszentren (Puskesmas Pembantu) zur Verfügung. Ein Arzt, vier Hebammen und drei Krankenschwestern.